# Acridoschema flavolineatum
Acridoschema flavolineatum là một loài bọ cánh cứng trong họ Cerambycidae.